# 希維諾烏伊希切
希維諾烏伊希切（波蘭語：Świnoujście，發音：[ɕfinɔˈujɕt͡ɕɛ] ⓘ）是波蘭什切青省西北部的一個港口城市，位於奧得河口什切青潟湖與波羅的海之間的沙島上，距離與德國的邊境僅2.5公里。該市人口約有4萬人。舊稱斯维讷明德。

## 友好城市
- 瑞典 于斯塔德（1990年）
- 德国 诺登哈姆（1992年）
- 德国 前波美拉尼亚-格赖夫斯瓦尔德县（1998年）
- 德国 黑灵斯多夫（2007年）